# Höchster Porzellanmanufaktur

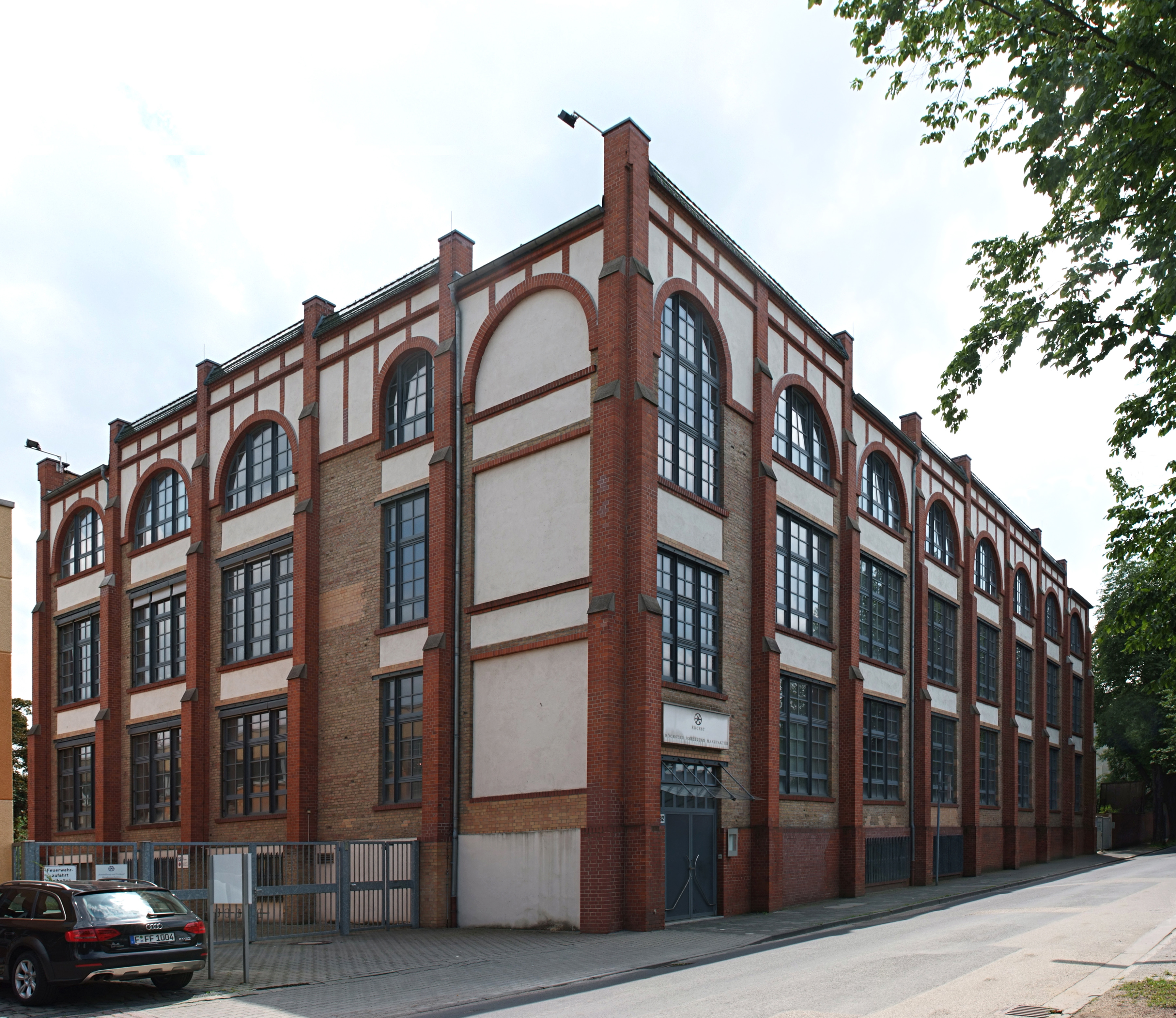

Höchster Porzellanmanufaktur var en tysk porslinstillverkare, verksam 1746-1796 i Höchst utanför Frankfurt am Main. Produktionen återupptogs 1947, även då i Höchst.
Fabriken i Höchst grundades av två finansmän tillsammans med porslinsmålaren Adam Friedrich von Löwenfinck från Meissenfabriken. Denne efterträddes senare i ledningen av Johann Benckgraff. Den ekonomiska situationen för fabriken var dålig och blev inte bättre då kurfursten av Mainz övertog och reorganiserade fabriken. I början tillverkade man mest kopior av Meissenporslinet. Under åren 1750-1753 utvecklades en mer självständig stil under ledning av modellören Simon Feilner 1750-1753. 1753 överflyttade Simon Feilner och Johann Benckgraff till Fürtenbergmanufakturen. 1758-1765 verkade Lorenz Russinger som modellmästare, varefter han överflyttade till Fulda. Fabriken nådde sin höjdpunkt under Johann Peter Melchiors tid som modellör framförallt med hans mytologiska figurer och barnscener. I slutet av 1700-talet stod fabriken inför konkurs och 1796, efter den franska ockupationen likviderades fabriken.